# یان زائیتس
یان زائیتس (چکی: Jan Zajíc؛ ۳ ژوئیه ۱۹۵۰ – ۲۵ فوریهٔ ۱۹۶۹) یک دانشجوی اهل چکسلواکی بود که به نشانهٔ اعتراض به اشغال نظامی چکسلواکی و حکومت کمونیستی، با خودسوزی خودش را کشت.
وی در دوران تحصیل، علاقه شدیدی به ادبیات و شعر داشت و خود نیز سعی در سرودن شعر داشت. در دوره بهار پراگ، او مشتاقانه از آرامش در جامعه حمایت می‌کرد.